# Título (termodinâmica)

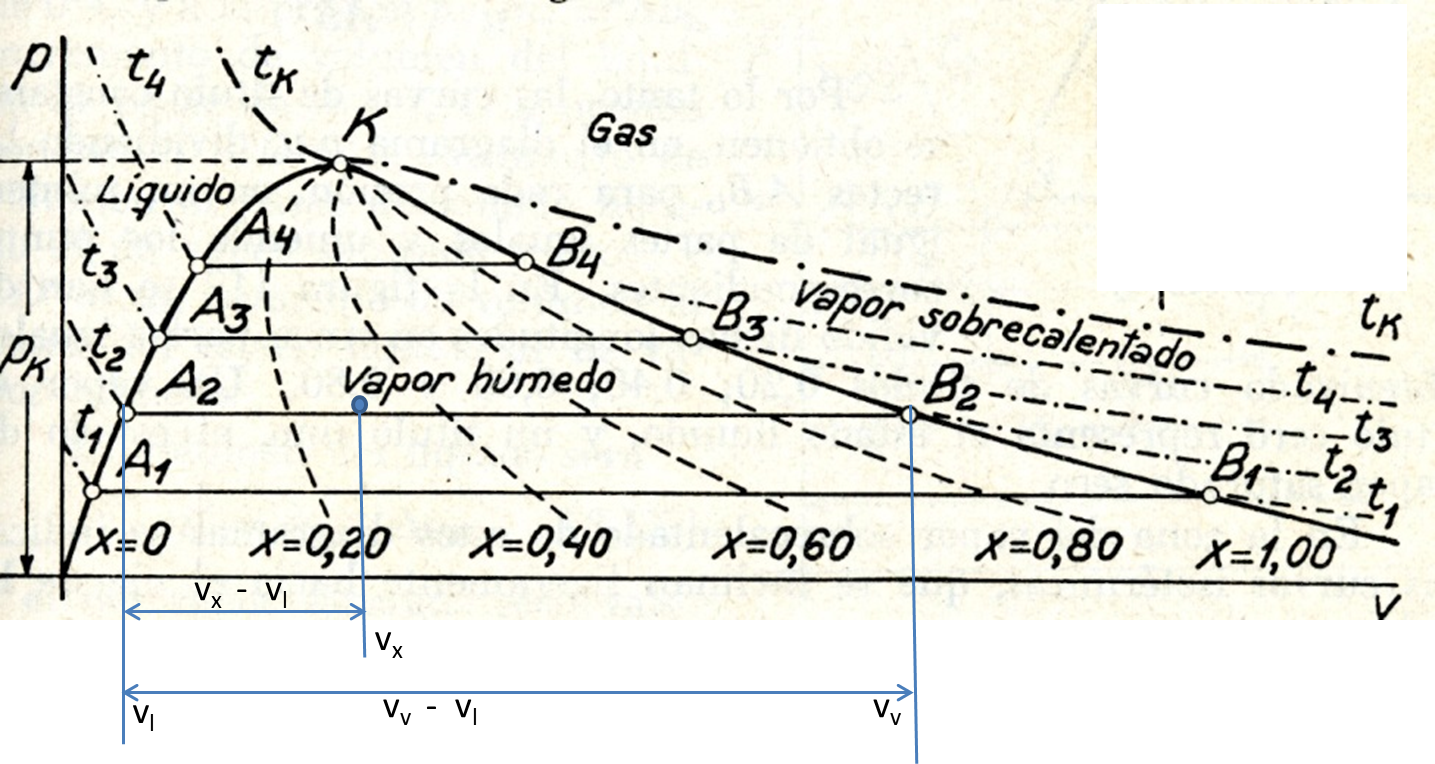
Diagrama p-v.

O título é a percentagem de massa de vapor numa mistura líquido-vapor. Costuma ser representada pela letra x:
{\displaystyle x={m_{v} \over {m_{v}+m_{l}}}}